# Jaroslav Pecháček (spisovatel)
Jaroslav Pecháček (11. dubna 1909 Karlín – 22. března 1984 Praha) byl český prozaik, výtvarník a publicista.

## Život
Pocházel z chudé rodiny. Jeho otec byl obuvník, který pracoval většinou jako pomocný dělník, matka byla posluhovačkou. Po ukončení měšťanky v roce 1924, když nebyl přijat na Uměleckoprůmyslovou školu, vystudoval dvouletou obchodní školu a pak v letech 1926–1931 pracoval jako úředník v různých firmách. Přitom navštěvoval večerní kursy na Uměleckoprůmyslové škole a na soukromé škole malířů Maxmiliána Boháče a Jaroslava Masáka.
Po vojenské službě (1931–1933) pracoval jako reklamní kreslič a jako ilustrátor obrázkových časopisů a nedělních novinových příloh (např. Pestrý týden, Pražský ilustrovaný zpravodaj, Mladý hlasatel, České slovo a Lidové noviny).
Během německé okupace byl totálně nasazen v karlínské Elektrotechně, po skončení druhé světové války působil například jako instruktor kreslení večerních kurzů Ústřední školy dělnické a Národní odborové ústředny zaměstnanecké (NOÚZ) a po vystřídání některých dalších zaměstnání se roku 1954 stal spisovatelem z povolání. 
Jako prozaik psal převážně pro mládež a od současných námětů přešel postupně k historicko-dobrodružné beletrii.

## Dílo
- Týden volnosti (1937), povídka pro mládež ze života mladého rysa, doprovázená vlastními ilustracemi.[3]
- Jarda s harmonikou (1938), povídka pro mládež o chudém chlapci, který pomáhal rodičům vydělávat.
- Malíř Láďa Rákos (1939), povídka pro mládež o chlapci, který se stane umělcem díky tvrdé práci.
- Floček mezi zvířátky (1941), obrazová kniha pro děti s vlastními ilustracemi.[3]
- Marná setkání (1941), sbírka milostných povídek určená dospělým čtenářům, zabývající se motivem citových zklamání.
- Bludný kořen (1943), román, příběh muže mezi dvěma ženami.
- Zlé děti (1944), román o manželství, rozpadajícím se v důsledku narození mentálně postiženého dítěte.
- Pole třtiny (1946), společenskou-psychologický román o problémech dorůstajících dětí na pražské periférii.
- Poslední prázdniny (1947), román pro mládež s vlastními ilustracemi.
- Tvrdé probuzení (1951), rozhlasová hra pro mládež.
- Proměněná zem (1957), román ze severočeského pohraničí (ze Sudet) v roce 1938 a z let okupace, společně s Františkem Robertem Krausem, přepracováno roku 1960.
- Lev Šimák (1960), monografie o malíři Lvu Šimákovi.
- Okoř a malíři kolem Antonína Slavíčka (1964), historie českého moderního krajinářství spojená s Okoří,
- Kalich a půlměsíc (1977), historická povídka pro mládež z doby posledních let vlády Ludvíka Jagellonského.
- Ostrov tisíce vůní (1978), dobrodružný historický román pro mládež z bojů Kubánců proti španělským kolonizátorům v letech 1895–1898.
- Taliánský marš (1982), dobrodružný historický román pro mládež z doby potlačování protirakouského povstání v Itálii v letech 1848–1849.